# Būmahen
Būmahen (persiska: بومِ هِن, بوم هِند, بومهن, Būm-e Hen) är en ort i Iran.   Den ligger i provinsen Teheran, i den centrala delen av landet, 40 km öster om huvudstaden Teheran. Būmahen ligger 1 700 meter över havet och antalet invånare är 43 004.
Terrängen runt Būmahen är huvudsakligen kuperad, men den allra närmaste omgivningen är platt.Runt Būmahen är det ganska glesbefolkat, med 23 invånare per kvadratkilometer. Būmahen är det största samhället i trakten. Trakten runt Būmahen består i huvudsak av gräsmarker.